# Chiese della Comunità comprensoriale Alta Valle Isarco
Questa voce include tutte le chiese cristiane situate entro i confini della comunità comprensoriale Alta Valle Isarco, nella provincia autonoma di Bolzano. 
Gli edifici sono elencati in liste suddivise per comune; includono oltre trenta chiese consacrate (sebbene non tutte officiate regolarmente), a cui si aggiungono oltre settanta cappelle. Gli edifici di culto appartengono tutti alla confessione cattolica e fanno parte della diocesi di Bolzano-Bressanone.

## Comune di Brennero
| Esterno  | Interno | Nome                                                                                 | Periodo storico                                  | Ubicazione                                                     | Informazioni |
| -------- | ------- | ------------------------------------------------------------------------------------ | ------------------------------------------------ | -------------------------------------------------------------- | --- |
|          |         | Chiesa di Sant'Antonio Abate                                                         | Citata XV secolo, edificio odierno XIX secolo    | Fleres 46°57′54.27″N 11°20′48.29″E                             | Parrocchiale. Citata per la prima volta in occasione di una consacrazione nel 1418, venne completamente riedificata nel 1482 grazie ai ricavi delle miniere locali, e poi di nuovo nel 1880-88, risparmiando il campanile e il portale d'accesso. Un altro intervento si è avuto nel 1923.                                                                             |
|          |         | Chiesa dell'Immacolata Concezione                                                    | Citata XIV secolo, edificio odierno XVIII secolo | Colle Isarco 46°56′19.87″N 11°26′42.48″E                       | Parrocchiale. Una piccola chiesa dedicata a san Giorgio è menzionata nel 1375, e venne fatta ampliare dalla confraternita dei minatori nel 1471. Venne quasi completamente demolita nel 1750 per erigere la chiesa attuale, risparmiando il campanile che venne sopraelevato nel 1769.                                                                                 |
|          |         | Chiesa di San Valentino                                                              | Citata VI secolo, edificio odierno XVII secolo   | Brennero 47°00′10.11″N 11°30′14.19″E                           | Considerevolmente antica, viene citata come templum Valentini addirittura nell'anno 565. L'edificio attuale sorge nel Trecento, venendo modificato nel corso del Cinquecento, ricostruito nel 1653 e ampliato nel 1790, mantenendo sempre il campanile trecentesco; un restauro è avvenuto nel 1980-83. Elevata a curazia nel 1707, è stata parrocchiale fino al 1962. |
|          |         | Chiesa di Santa Maria della Strada, o di San Valentino e di Santa Maria della Strada | XX secolo                                        | Brennero 47°00′13.39″N 11°30′18.18″E                           | Parrocchiale. Sorta nel 1958-62 al posto di una preesistente cappella, per rimpiazzare la vecchia chiesa di San Valentino ritenuta troppo piccola. |
| Cappelle |         |                                                                                      |                                                  |                                                                | |
|          |         | Cappella di Sant'Antonio                                                             | XX secolo                                        | Colle Isarco 46°56′30.57″N 11°26′27.88″E                       | Posta lungo il corso del Rio Croce appena a nord di Colle Isarco, è stata costruita nel 1905. |
|          |         | Cappella di Santa Barbara                                                            | XVI secolo                                       | Colle Isarco 46°56′19.87″N 11°26′42.48″E                       | Costruita verso il 1510 per volontà di Lienhard Pfarrkircher, ricco proprietario della miniera d'argento della val Ridanna, è stata consacrata nel 1515. |
|          |         | Cappella della Croce                                                                 | XVIII secolo                                     | Colle Isarco 46°56′29.67″N 11°26′49.99″E                       | Cappella di pertinenza del maso Moatner, costruita nel Settecento. |
|          |         | Cappella di San Giuseppe                                                             | XVIII secolo                                     | Località Rena 46°56′49.31″N 11°24′13.32″E                      | Edificata all'inizio del Settecento. |
|          |         | Cappella della Madonna                                                               | XVIII secolo                                     | Moncucco di Dentro 46°56′48.54″N 11°26′45.71″E                 | Costruita nel 1722. |
|          |         | Cappella della Madonna di Lourdes, o "cappella Joggl"                                |                                                  | Gattern 46°56′41.28″N 11°25′29.02″E                            | |
|          |         | Cappella della Madonna di Lourdes                                                    | XIX secolo                                       | Colle Isarco 46°56′12.18″N 11°26′49.71″E                       | Costruita nel 1891. |
|          |         | Cappella della Madonna della Neve                                                    | XVIII secolo                                     | Asta 46°57′03.39″N 11°23′45.73″E                               | Costruita nel 1737. |
|          |         | Cappella della Madonna del Soccorso                                                  | XVIII secolo                                     | Valminga 46°56′44.49″N 11°24′59.25″E                           | Costruita nel 1713. |
|          |         | Cappella di Santa Maria, o cappella del Lupo, o cappella Wolfen                      | XVIII secolo                                     | Località isolata a sud di Brennero 46°59′25.27″N 11°29′58.11″E | Edificata nel 1755. |
|          |         | Cappella di Maria Ausiliatrice                                                       | XIX secolo                                       | Terme di Brennero 46°58′34.85″N 11°28′54.47″E                  | Costruita nel 1886-87. |

## Comune di Campo di Trens
| Esterno  | Interno | Nome                                | Periodo storico                                   | Ubicazione                                                   | Informazioni |
| -------- | ------- | ----------------------------------- | ------------------------------------------------- | ------------------------------------------------------------ | --- |
|          |         | Chiesa di Sant'Antonio              | XVIII secolo                                      | Rizzolo 46°51′12.42″N 11°33′40.82″E                          | Costruita nel 1722 per volontà di Hans e Maria Steiner. |
|          |         | Chiesa di San Bernardo              | XX secolo                                         | Dosso 46°50′43.76″N 11°29′06.26″E                            | Costruita nel 1960-61. |
|          |         | Chiesa di Santa Maria Assunta       | Citata XIV secolo, edificio odierno XV-XVI secolo | Trens, via Conrad Trautson 46°52′36.59″N 11°29′05.96″E       | Parrocchiale. Antico santuario mariano, documentato nel 1345 e già allora meta di pellegrinaggi; venne riedificato nel 1498, con l'abside aggiunta nel 1520 e un importante rimaneggiamento settecentesco, che ha visto l'aggiunta della cappella laterale delle Grazie nel 1726-27 e la rimozione dei costoloni della volta nel 1753-54.                 |
|          |         | Chiesa di Sant'Osvaldo              | Citata XIV secolo, edificio odierno XIX secolo    | Mules 46°51′17.9″N 11°31′25.13″E                             | Parrocchiale. Costruita nel 1329 e citata nel 1345, questa chiesa venne ricostruita una prima volta nel 1433, e una seconda volta nel 1827-29, conservando il campanile quattrocentesco. |
|          |         | Chiesa di San Pietro                | Citata XIII secolo, edificio odierno XIX secolo   | Stilves 46°52′00.45″N 11°28′44.55″E                          | Parrocchiale. Una chiesa sorse sul posto probabilmente all'inizio del secondo millennio, ed è documentata nel 1214; questo edificio venne sostituito da uno tardogotico nel 1477-79, a sua volta rimpiazzato da una nuova struttura nel 1840-43, mantenendo il campanile e riciclando il portale maggiore e la navata, reimpiegata come coro e sagrestia. |
|          |         | Chiesa di San Valentino             | Citata XIV secolo, edificio odierno XVI secolo    | Valgenauna 46°52′02.59″N 11°30′32.09″E                       | Una prima chiesetta sul posto è citata nel 1397, e venne sostituita dall'attuale intorno al 1500. |
| Cappelle |         |                                     |                                                   |                                                              | |
|          |         | Cappella di Sant'Antonio            | XVII secolo                                       | Flanes di Sotto 46°51′46.6″N 11°31′33.79″E                   | Cappella barocca seicentesca. |
|          |         | Cappella di Sant'Erasmo             | XVII secolo                                       | Castello Sprechenstein 46°53′01.62″N 11°27′19.74″E           | Cappella incorporata in Castel Sprechenstein (o Castel Pietra), documentata dal 1397, è andata a sostituire una precedente cappella di San Bartolomeo posta più a sud. |
|          |         | Cappella della Madonna              | XVII secolo                                       | Mules 46°51′05.4″N 11°31′11.63″E                             | Costruita nel 1698. |
|          |         | Cappella della Madonna di Lourdes   | XIX secolo                                        | Trens 46°52′14.15″N 11°28′56.85″E                            | Edificata nel 1890 per volontà dei fratelli Johann, Josef, Anna e Kreszenz Flieger. |
|          |         | Cappella della Madonna del Soccorso | XVII secolo                                       | Flanes di Sotto 46°51′52.98″N 11°31′23.43″E                  | Edificata nel 1669. |
|          |         | Cappella della Madonna del Soccorso |                                                   | Novale Basso 46°51′13.45″N 11°30′01.42″E                     | |
|          |         | Cappella (o chiesa) di San Zeno     | Citata XIV secolo, edificio odierno XVII secolo   | Appena a ovest di Castel Tasso 46°52′45.99″N 11°26′30.57″E   | Una chiesa romanica è documentata dal 1330, ma sul posto si trovano tracce di un luogo di culto paleocristiano; nel 1659 la struttura venne ricostruita con forme barocche. |
|          |         | "Cappella dei Sassoni"              | XVIII secolo                                      | Trens 46°52′34.71″N 11°28′42.28″E                            | Eretta nel 1797 in ricordo della campagna d'Italia. |
|          |         |                                     | XVIII secolo                                      | Località Möders 46°51′35.38″N 11°29′52.59″E                  | Edificata nel 1759. |
|          |         |                                     |                                                   | Località Pratignes (o Bartings) 46°52′41.43″N 11°29′55.78″E  | Cappella di pertinenza del maso Mair. |
|          |         |                                     |                                                   | Località Dosso 46°50′20.23″N 11°28′27.19″E                   | Cappella del maso Droter. |
|          |         |                                     | XIX secolo                                        | Località Dosso 46°50′21.79″N 11°28′40.61″E                   | Cappella del maso Gasser, eretta nel 1857. |
|          |         |                                     |                                                   | A metà strada tra Mules e Le Cave 46°50′13.39″N 11°31′39.8″E | Cappella di pertinenza del maso Obergenauder. |
|          |         |                                     | XVII secolo                                       | Trens, via Conrad Trautson 46°52′36.59″N 11°29′05.96″E       | Cappella cimiteriale, seicentesca. |
|          |         |                                     |                                                   | Mules 46°51′18.46″N 11°31′25.31″E                            | Cappella cimiteriale. |

## Comune di Fortezza
| Esterno                        | Interno | Nome                                           | Periodo storico                                    | Ubicazione                                                      | Informazioni |
| ------------------------------ | ------- | ---------------------------------------------- | -------------------------------------------------- | --------------------------------------------------------------- | --- |
|                                |         | Chiesa di Sant'Anna im Sack                    | XVI secolo                                         | Sacco all'Isarco 46°48′53.33″N 11°32′39.25″E                    | Costruita nel 1512 e affrescata a fine secolo. |
|                                |         | Chiesa di San Martino                          | Citata XIV secolo, edificio odierno XIX secolo     | Mezzaselva 46°48′24.74″N 11°34′25.67″E                          | Parrocchiale. Citata per la prima volta nel 1345, venne ampliata e riconsacrata nel 1473. Nel 1880-83 venne demolita e ricostruita nelle forme attuali, risparmiando soltanto il campanile.                       |
|                                |         | Chiesa della Sacra Famiglia                    | Fondata XVII secolo, edificio odierno XVIII secolo | Pradisopra 46°47′49.84″N 11°36′10.53″E                          | Una prima chiesa sorse nel 1669; incendiatasi nel 1720, venne ricostruita nelle forme attuali l'anno seguente. |
|                                |         | Chiesa del Sacro Cuore di Gesù                 | XIX secolo                                         | Fortezza 46°47′12.32″N 11°36′45.11″E                            | Parrocchiale. Costruita nel 1898-99 per far fronte al repentino aumento di popolazione avvenuto nell'Ottocento; il campanile andò in fiamme a causa del bombardamento della vicina stazione ferroviaria nel 1945. |
| Cappelle                       |         |                                                |                                                    |                                                                 | |
|                                |         | Cappella di Sant'Isidoro                       | XVIII secolo                                       | Mezzaselva 46°48′24.53″N 11°34′24.64″E                          | Cappella cimiteriale, costruita nel 1700 e consacrata nel 1705. |
|                                |         | Cappella dei Santi Barbara e Giovanni Battista | XIX secolo                                         | Forte di Fortezza 46°46′38.13″N 11°37′43.42″E                   | Cappella sita all'interno del forte di Fortezza, a cui venne aggiunta nel 1845. |
|                                |         |                                                |                                                    | Località isolata a ovest di Le Cave 46°49′00.32″N 11°31′31.5″E  | Cappella di pertinenza del maso Ponteletto (Puntleid). |
| Chiese sconsacrate o scomparse |         |                                                |                                                    |                                                                 | |
|                                |         |                                                |                                                    | Località isolata a ovest di Le Cave 46°49′14.76″N 11°31′49.85″E | Cappella di pertinenza del maso del Feudo (Lehenhof), sconsacrata. |

## Comune di Racines
| Esterno  | Interno | Nome                                          | Periodo storico                                  | Ubicazione                                                 | Informazioni |
| -------- | ------- | --------------------------------------------- | ------------------------------------------------ | ---------------------------------------------------------- | --- |
|          |         | Chiesa di Sant'Andrea                         | Citata XIV secolo, edificio odierno XVIII secolo | Colle 46°51′54.3″N 11°18′44.31″E                           | Parrocchiale. Una primitiva struttura gotica è documentata a partire dal 1339; la cuspide del campanile venne rifatta nel 1710, mentre nel 1752-53 venne riedificata la chiesa in stile barocco, mantenendo però le murature gotiche. Un ultimo rimaneggiamento è avvenuto nel 1968.                                                                                   |
|          |         | Chiesa di San Giuseppe                        | XVIII secolo                                     | Casateia 46°52′48.55″N 11°24′18.26″E                       | Costruita nel 1720-24 o nel 1739. |
|          |         | Chiesa di San Giuseppe                        | XVIII secolo                                     | Ridanna 46°54′37.88″N 11°18′18.56″E                        | Parrocchiale. Costruita nel 1764-68. |
|          |         | Chiesa di San Lorenzo                         | Citata XIV secolo, edificio odierno XV secolo    | Masseria 46°55′15.28″N 11°17′14.21″E                       | Citata per la prima volta nel 1390, è stata portata all'aspetto attuale nel 1482. |
|          |         | Chiesa di Santa Maddalena                     | Citata XIII secolo, edificio odierno XV secolo   | Mareta 46°54′30.76″N 11°19′01.35″E                         | Antica cappella ad uso dei minatori della zona; il primo edificio è documentato in occasione di un incendio nel 1273; di esso non rimane nulla, dopo la riedificatzione nel 1480-81. |
|          |         | Chiesa di San Nicolò                          | Citata XIV secolo, edificio odierno XVI secolo   | Telves di Sotto 46°53′38.06″N 11°22′58.42″E                | Documentata a partire dal 1357, venne rifatta in forme gotiche e consacrata nel 1511. Nel 1708 venne rifatta la cupola del campanile e nel 1831 venne rimaneggiata la volta. |
|          |         | Chiesa di Sant'Orsola                         | Citata XIV secolo, edificio odierno XVI secolo   | Val di Mezzo (Valgiovo) 46°51′17.14″N 11°23′09.99″E        | Parrocchiale. Un primo edificio gotico venne consacrato nel 1389, e la chiesa assunse l'aspetto attuale dopo una ricostruzione del 1516; il campanile venne mantenuto, con il rifacimento della cui cuspide nel 1585 e l'installazione dell'orologio nel 1691 (più volte poi sostituito).                                                                              |
|          |         | Chiesa di San Pancrazio                       | Citata XII secolo, edificio odierno XVII secolo  | Mareta 46°53′33.74″N 11°21′03.12″E                         | Parrocchiale. Antica pieve documentata nel 1189 (o 1189); una ricostruzione completa ebbe luogo nel 1349, poi rimaneggiata nel 1439-40. La navata venne rifatta nel 1685-87, seguita dall'abside nel 1695; con questi lavori venne inglobata nella struttura anche la cappella cimiteriale del 1433, dedicata a san Leonardo, in cui venne posto il fonte battesimale. |
|          |         | Chiesa di San Vito                            | Citata XIV secolo, edificio odierno XIX secolo   | Telves di Sopra 46°53′32.36″N 11°23′23.75″E                | Parrocchiale. Citata nel 1357, venne riedificata nel 1522. Il campanile venne sopraelevato nel 1700 circa, e poi la navata venne rifatta nel 1824. |
| Cappelle |         |                                               |                                                  |                                                            | |
|          |         | Cappella (o chiesa) di Sant'Antonio           | XIX secolo                                       | Calice 46°52′04.26″N 11°21′51.44″E                         | Costruita nel 1820. |
|          |         | Cappella di Sant'Antonio                      | XVIII secolo                                     | Val di Fuori 46°52′04.7″N 11°24′14.32″E                    | Costruita nel 1716, è stata restaurata nel 2017, assieme alla cappella Brunnen che le sorge di fronte. |
|          |         | Capella della Madonna delle Rose              | XVIII secolo                                     | Vallettina 46°52′06.97″N 11°15′05.92″E                     | Edificata intorno al 1745. |
|          |         | Cappella della Visitazione                    | Fondata XIV secolo, edificio odierno XVII secolo | Passo di Monte Giovo 46°50′36.14″N 11°19′38.74″E           | Una cappella sorse assieme a un ospizio verso il 1300; quella attuale è stata costruita intorno al 1660. |
|          |         | Cappella della Visitazione                    | XVIII secolo                                     | Località Olmedo di Dentro 46°52′58.59″N 11°24′58.18″E      | Eretta nella seconda metà del Settecento. |
|          |         | "Cappella Anger"                              | XX secolo                                        | Località Gasse 46°54′13.08″N 11°19′01.5″E                  | Risalente al 1911. |
|          |         | "Cappella Brunnen" ("cappella della fontana") | XVIII secolo                                     | Val di Fuori 46°52′04.7″N 11°24′14.32″E                    | Situata proprio di fronte alla cappella di sant'Antonio e come essa settecentesca, contiene una fontana con statua di Cristo risalente al Seicento; è stata restaurata nel 2017. |
|          |         | "Cappella Christl"                            | XVIII secolo                                     | Mareta 46°53′40.72″N 11°20′59.83″E                         | Costruita e affrescata nella seconda metà del Settecento. |
|          |         | "Cappella Eller"                              | XX secolo                                        | Calice 46°52′11.37″N 11°22′05.95″E                         | Edificata nel 1912 in sostituzione di una cappella preesistente. |
|          |         | "Cappella Jaufensteg"                         | XIX secolo                                       | Pontegiovo 46°52′29.74″N 11°21′27.95″E                     | Edificata nel 1891. |
|          |         | "Cappella Strickner"                          | XX secolo                                        | Località Obere Gasse 46°54′17.65″N 11°18′32.6″E            | Costruita intorno al 1900. |
|          |         |                                               | XVII secolo                                      | Maso Bartler 46°54′39.1″N 11°17′56.28″E                    | Cappella barocca seicentesca, con affreschi del 1784. |
|          |         |                                               | XVIII secolo                                     | Maso Blössner 46°53′37.93″N 11°22′33.93″E                  | Edificata intorno al 1700. |
|          |         |                                               | XIX secolo                                       | Maso Hochstranses 46°54′20.3″N 11°20′22.78″E               | Risalente al 1880 circa. |
|          |         |                                               | XVIII secolo                                     | Maso Larch 46°52′06.64″N 11°17′19.67″E                     | Eretta nella prima metà del Settecento. |
|          |         |                                               | XIX secolo                                       | Maso Plattner 46°52′04.18″N 11°16′45.89″E                  | Costruita verso il 1870. |
|          |         |                                               |                                                  | Maso Stauden 46°55′17.93″N 11°16′15.9″E                    | |
|          |         |                                               | XIX secolo                                       | Maso Volgger a nord di Pratone 46°53′01.23″N 11°21′55.16″E | Risalente al 1825. |
|          |         |                                               | XVIII secolo                                     | Stanghe 46°52′55.22″N 11°22′42.68″E                        | Costruita a inizio Settecento. |
|          |         |                                               | XVI secolo                                       | Belprato 46°52′51.81″N 11°23′09.21″E                       | Risalente all'inizio del Cinquecento. |
|          |         |                                               |                                                  | Località Opificio 46°55′43.69″N 11°16′16.08″E              | Cappella situata nella miniera della val Ridanna. |
|          |         |                                               | XVII secolo                                      | Mareta 46°53′33.17″N 11°21′04.46″E                         | Cappella cimiteriale, costruita nel 1751 e restaurata nel 1982. |

## Comune di Val di Vizze
| Esterno  | Interno | Nome                                                        | Periodo storico                                   | Ubicazione                                                       | Informazioni |
| -------- | ------- | ----------------------------------------------------------- | ------------------------------------------------- | ---------------------------------------------------------------- | --- |
|          |         | Chiesa della Santa Croce                                    | Fondata XIII secolo, edificio odierno XVI secolo  | Prati 46°54′00.04″N 11°27′33.26″E                                | Parrocchiale. Probabilmente duecentesca, citata nel 1337 e poi ancora, in occasione di una consacrazione, nel 1434, venne rifatta in stile tardogotico nel 1514-15 e rimaneggiata in forme barocche nel 1827-30. |
|          |         | Chiesa di San Giacomo Maggiore, o di Santa Maria Addolorata | Fondata XVI secolo, edificio odierno XIX secolo   | San Giacomo 46°58′06.92″N 11°36′23.1″E                           | Vecchia parrocchiale del paese, probabilmente cinquecentesca, documentata nel 1577; nel 1707 venne ampliata la navata e sopraelevato il campanile, e nel 1789 venne rifatta la volta. Abside e navata vennero parzialmente distrutti, e quindi ricostruiti, da una frana scesa dal Kraxentrager. Appena quattro anni dopo venne comunque costruita la nuova parrocchiale in centro al paese. |
|          |         | Chiesa di San Giacomo Maggiore                              | XIX secolo                                        | San Giacomo 46°58′07.59″N 11°36′10.3″E                           | Parrocchiale. Costruita nel 1821-24 per sostituire la vecchia parrocchiale, sita fuori paese. |
|          |         | Chiesa di San Giovanni Battista                             | XVI secolo                                        | Flaines 46°53′52.62″N 11°26′36.41″E                              | Una chiesa romanica, considerata la più antica della val di Vizze, è attestata nel 1298. La chiesa attuale venne costruita verso la metà del Cinquecento, e venne restaurata a seguito di un incendio nel 1938. |
|          |         | Chiesa di San Nicolò                                        | Citata XIV secolo, edificio odierno XV-XIX secolo | Caminata 46°57′31.88″N 11°32′37.08″E                             | Parrocchiale. Una prima chiesa è citata nel 1345; essa venne riedificata nel 1468, recuperando campanile e portali, e nel 1651-53 venne restaurata e venne aggiunto il presbiterio. Nel 1801-07 alla chiesa vecchia (ribaltata d'orientamento e reimpiegata come coro) venne addossata quella nuova, la cui volta però dovette essere ricostruita per problemi strutturali già nel 1861-62.  |
| Cappelle |         |                                                             |                                                   |                                                                  | |
|          |         | Cappella dell'Angelo Custode                                | XVIII secolo                                      | Avenes 46°54′59.96″N 11°30′50.46″E                               | Costruita intorno al 1730. |
|          |         | Cappella di San Giacomo                                     | XIX secolo                                        | Località Unterholz 46°58′39″N 11°37′43.95″E                      | Costruita nel 1817. |
|          |         | Cappella della Madonna                                      | XIX secolo                                        | Località Smudres 46°54′16.59″N 11°26′50.61″E                     | Costruita intorno al 1850. |
|          |         | Cappella di Santa Maria Ausiliatrice, o della Madonna       | XVII secolo                                       | Tulve 46°54′26.84″N 11°30′28.43″E                                | Costruita nel 1675 dopo un'epidemia di peste. |
|          |         | Cappella di Maria dell'Aiuto                                | XVII secolo                                       | Prati 46°53′59.53″N 11°27′33.74″E                                | Edificata nel 1623, è stata consacrata nel 1714. |
|          |         | Cappella di San Sebastiano                                  | XVIII secolo                                      | Fossa Trues 46°56′56.26″N 11°32′18.78″E                          | Edificata nel corso del Settecento. |
|          |         | Cappella del Santo Sepolcro                                 | XVII secolo                                       | Prati 46°53′52.75″N 11°26′59.01″E                                | Edificata nel 1680-81 per volere di Daniel von Enzelbaum, amministratore di Vipiteno. |
|          |         | Cappella di San Vito, o "cappella Fenner-Parter"            | XVIII secolo                                      | Sasso 46°58′47.39″N 11°38′03.46″E                                | Costruita nel 1735. |
|          |         | "Cappella Eisendle"                                         | XX secolo                                         | Isolata appena a nord di San Giacomo 46°58′14.86″N 11°35′46.78″E | Costruita nel 1914. |
|          |         | "Chiesetta Penzel"                                          |                                                   | Tulve 46°53′59.58″N 11°30′02.06″E                                | |
|          |         |                                                             | XIX secolo                                        | A metà strada tra Piazza e Riva 46°53′59.79″N 11°27′31.83″E      | Cappella della residenza Barter, edificata verso il 1871. |
|          |         |                                                             | XIX secolo                                        | Prati 46°53′59.79″N 11°27′31.83″E                                | Piccola cappella cimiteriale, costruita nel 1887-90 e contenente una grande Pietà seicentesca. |

## Comune di Vipiteno
| Esterno  | Interno | Nome                                                             | Periodo storico                                    | Ubicazione                           | Informazioni |
| -------- | ------- | ---------------------------------------------------------------- | -------------------------------------------------- | ------------------------------------ | --- |
|          |         | Chiesa di San Giacomo Maggiore                                   | XVI secolo                                         | Tunes 46°53′25.83″N 11°24′58.53″E    | Costruita nel 1510-11, rimaneggiata a inizio Seicento e riconsacrata nel 1610. |
|          |         | Chiesa di Santa Maddalena, o chiesa dei Cappuccini               | XVII secolo                                        | Vipiteno 46°53′53.84″N 11°25′47.24″E | Chiesa del convento dei Cappuccini, edificata nel 1636-37 (tredici anni dopo il resto del complesso); dal 2006 è tenuta dalle Missionarie serve dello Spirito Santo. |
|          |         | Chiesa di Santa Margherita                                       | Citata XIV secolo, edificio odierno XVII secolo    | Vipiteno 46°53′55.24″N 11°25′45.34″E | Una chiesa romanica, di cui resta il campanile, è citata nel 1337; nel 1678-80 venne sostituita dalla struttura odierna. |
|          |         | Chiesa di Nostra Signora della Palude, o della Natività di Maria | Citata XIII secolo, edificio odierno XV-XVI secolo | Vipiteno 46°53′26.61″N 11°25′52.16″E | Parrocchiale. Una chiesa romanica è citata nel 1233, ma prima essa sorgeva già sul posto una cappella cimiteriale; venne ricostruita in due fasi tra Quattro e Cinquecento (1417-1456 abside e campanile, 1497-1524 navate). Nel 1608 venne sostituito il tetto del campanile, che era bruciato nel 1568, e nel 1860 venne rimaneggiato il coro in stile neogotico. |
|          |         | Chiesa di San Pietro, o dei Santi Pietro e Paolo                 | Fondata XV secolo, edificio odierno XVII secolo    | Ceves 46°54′35.52″N 11°25′46.28″E    | Una chiesa gotica sorse sul luogo verso il 1400, sostituita nel 1685 circa dall'attuale struttura barocca, mantenendo però il campanile. |
|          |         | Chiesa (o cappella) dei Santi Pietro e Paolo                     | XV secolo                                          | Vipiteno 46°53′54″N 11°25′49.87″E    | Chiesetta del Palazzo Jöchlsthurn, costruita dalla famiglia Jöchl nel 1470-74; soppressa per le disposizioni giuseppine, passò in seguito alla famiglia Enzenberg. |
|          |         | Chiesa di San Salvatore, detta "Kreuzkirchl"                     | XVII secolo                                        | Vipiteno 46°53′33.69″N 11°26′01.62″E | Edificata nel 1692 e consacrata nel 1693. |
|          |         | Chiesa di Santo Spirito                                          | XIV-XV secolo                                      | Vipiteno 46°53′57.62″N 11°25′53.36″E | Costruita nel 1399-1402 ad uso di un sanatorio; la navata principale è stata edificata verso la fine del Quattrocento. È stata ripristinata nel 1989 e oggi è la chiesa della comunità italiana di Vipiteno. |
|          |         | Chiesa di Santo Stefano                                          | Fondata XIV secolo, edificio odierno XVII secolo   | Novale 46°55′02.1″N 11°26′49.18″E    | Parrocchiale. Eretta nel corso del Trecento, è documentata però solo dal 1492; venne ricostruita completamente nel 1669, mantenendo della precedente struttura soltanto il campanile (il cui tetto venne comunque sostituito). Venne gravemente danneggiata da un incendio appiccato dai francesi durante l'insorgenza tirolese del 1809, e quindi restaurata.      |
| Cappelle |         |                                                                  |                                                    |                                      | |
|          |         | Cappella (o chiesa) di Sant'Elisabetta                           | Citata XIII secolo, edificio odierno XVIII secolo  | Vipiteno 46°53′26.33″N 11°25′58.35″E | Parte del complesso detto "Deutschhaus", anticamente di proprietà dell'ordine teutonico; una prima cappella ospedaliera, dedicata allo Spirito Santo, è documentata nel 1241: questa venne sostituita dall'attuale chiesetta barocca nel 1728-33. |
|          |         | Cappella della Madonna del Soccorso                              |                                                    | Raminges 46°54′13.2″N 11°25′17.96″E  | |
|          |         | Cappella del Salvatore                                           | XVII secolo                                        | Lurches 46°54′49.28″N 11°26′27.2″E   | Costruita al posto di una preesistente edicola votiva nel 1643, e consacrata nello stesso anno. |
|          |         |                                                                  |                                                    | Ceves 46°54′43.5″N 11°25′46.15″E     | Cappella di pertinenza del maso Pfitscher. |
|          |         |                                                                  | XVIII secolo                                       | Flanes 46°55′15.18″N 11°26′06.96″E   | Risalente al 1725. |
|          |         |                                                                  |                                                    | Mazzes 46°54′58.51″N 11°25′37.92″E   | |
|          |         |                                                                  |                                                    | Tunes 46°53′28.41″N 11°25′01.47″E    | |
|          |         |                                                                  | XIX secolo                                         | Vipiteno 46°53′32.97″N 11°25′42.22″E | Cappella neobarocca di pertinenza della canonica, costruita nell'Ottocento. |